# Bonsecours
Bonsecours és un municipi francès situat al departament del Sena Marítim i a la regió de Normandia. L'any 2007 tenia 6.836 habitants.

## Demografia

### Població
El 2007 la població de fet de Bonsecours era de 6.836 persones. Hi havia 3.028 famílies de les quals 1.004 eren unipersonals (366 homes vivint sols i 638 dones vivint soles), 941 parelles sense fills, 763 parelles amb fills i 320 famílies monoparentals amb fills.
La població ha evolucionat segons el següent gràfic:
Habitants censats

### Habitatges
El 2007 hi havia 3.203 habitatges, 3.068 eren l'habitatge principal de la família, 17 eren segones residències i 118 estaven desocupats. 1.608 eren cases i 1.567 eren apartaments. Dels 3.068 habitatges principals, 1.889 estaven ocupats pels seus propietaris, 1.146 estaven llogats i ocupats pels llogaters i 32 estaven cedits a títol gratuït; 82 tenien una cambra, 302 en tenien dues, 620 en tenien tres, 937 en tenien quatre i 1.127 en tenien cinc o més. 2.186 habitatges disposaven pel capbaix d'una plaça de pàrquing. A 1.551 habitatges hi havia un automòbil i a 1.051 n'hi havia dos o més.

### Piràmide de població
La piràmide de població per edats i sexe el 2009 era:
| Homes | Edats   | Dones |
| ----- | ------- | ----- |
| 0     | 95 o +  | 24    |
| 12    | 90 a 94 | 56    |
| 44    | 85 a 89 | 96    |
| 40    | 80 a 84 | 72    |
| 132   | 75 a 79 | 180   |
| 120   | 70 a 74 | 256   |
| 128   | 65 a 69 | 148   |
| 160   | 60 a 64 | 180   |
| 132   | 55 a 59 | 192   |
| 252   | 50 a 54 | 268   |
| 288   | 45 a 49 | 280   |
| 257   | 40 a 44 | 288   |
| 212   | 35 a 39 | 232   |
| 200   | 30 a 34 | 236   |
| 197   | 25 a 29 | 196   |
| 180   | 20 a 24 | 192   |
| 281   | 15 a 19 | 212   |
| 196   | 10 a 14 | 248   |
| 216   | 5 a 9   | 152   |
| 140   | 0 a 4   | 176   |

## Economia
El 2007 la població en edat de treballar era de 4.354 persones, 3.164 eren actives i 1.190 eren inactives. De les 3.164 persones actives 2.866 estaven ocupades (1.437 homes i 1.429 dones) i 297 estaven aturades (147 homes i 150 dones). De les 1.190 persones inactives 418 estaven jubilades, 481 estaven estudiant i 291 estaven classificades com a «altres inactius».

### Ingressos
El 2009 a Bonsecours hi havia 2.992 unitats fiscals que integraven 6.532,5 persones, la mediana anual d'ingressos fiscals per persona era de 23.434 €.

### Activitats econòmiques
Dels 183 establiments que hi havia el 2007, 6 eren d'empreses alimentàries, 1 d'una empresa de fabricació de material elèctric, 11 d'empreses de construcció, 35 d'empreses de comerç i reparació d'automòbils, 7 d'empreses de transport, 9 d'empreses d'hostatgeria i restauració, 9 d'empreses d'informació i comunicació, 14 d'empreses financeres, 7 d'empreses immobiliàries, 32 d'empreses de serveis, 33 d'entitats de l'administració pública i 19 d'empreses classificades com a «altres activitats de serveis».
Dels 42 establiments de servei als particulars que hi havia el 2009, 1 era una comissaria de policia, 1 oficina de correu, 4 oficines bancàries, 1 funerària, 3 tallers de reparació d'automòbils i de material agrícola, 1 autoescola, 3 paletes, 2 guixaires pintors, 1 fusteria, 4 lampisteries, 1 electricista, 7 perruqueries, 1 veterinari, 4 restaurants, 3 agències immobiliàries, 2 tintoreries i 3 salons de bellesa.
Dels 17 establiments comercials que hi havia el 2009, 1 era un hipermercat, 1 un supermercat, 1 una gran superfície de material de bricolatge, 4 fleques, 2 carnisseries, 2 llibreries, 1 una llibreria, 1 una botiga de roba, 1 una botiga d'electrodomèstics i 3 floristeries.

## Equipaments sanitaris i escolars
El 2009 hi havia 2 farmàcies i 1 ambulància.
El 2009 hi havia 1 escola maternal i 2 escoles elementals. Bonsecours disposava d'un col·legi d'educació secundària amb 369 alumnes.

## Poblacions més properes
El següent diagrama mostra les poblacions més properes.